# Ecover
Die Ecover Gruppe ist ein belgisches Unternehmen mit Hauptsitz in Malle, das ökologische Wasch- und Reinigungsmittel entwickelt, herstellt und in über 40 Ländern vertreibt. Ecover war eines der ersten Unternehmen, die in den 1980er-Jahren ökologische phosphatfreie Waschmittel herstellten, und ist heute einer der führenden Hersteller für ökologische Wasch- und Reinigungsmittel. Zur Ecover Gruppe gehören unter anderem die Schweizer Marke Held, die österreichische Marke Wellments sowie die US-amerikanische Marke Method.

## Geschichte
Ecover wurde 1979 von dem arbeitslosen Seifenvertreter Frans Bogaerts gegründet, den Berichte über die Gefährlichkeit von Phosphaten für die Gewässer auf die Idee brachten, selbst phosphatfreie Wasch- und Reinigungsmittel zu produzieren. Das Unternehmen wuchs in den 80er-Jahren stetig und vertrieb seine Produkte in Europa vor allem über kleine Bioläden. Mit dem wachsenden Interesse an grünen Themen Anfang der 90er-Jahre bekam Ecover die Möglichkeit, seine Produkte in England auch über die Supermarktketten Sainsbury’s und Asda zu vertreiben. Die Kapazitäten des Unternehmens waren jedoch nicht ausreichend, um der gestiegenen Nachfrage nachzukommen. Bogaerts plante, eine nach ökologischen Gesichtspunkten geplante Fabrik zu bauen, konnte dies allerdings nicht finanzieren und verkaufte die Fabrik zuerst an seinen Sohn und dann an den dänischen Investor Jørgen Philip Sørensen.
Die 1991 in Malle eröffnete Produktionsstätte wurde vollständig aus erneuerbaren oder recycelten Materialien gebaut und verfügt zur Wärmedämmung über ein begrüntes Dach von 5300 m². Auf eine Heizung oder Klimaanlage konnte aufgrund der intelligenten Bauweise verzichtet werden. Im Winter sind punktuell Heizlüfter im Einsatz.
Nach Fertigstellung der Fabrik hatten Sainsbury’s und Asda zwar eigene ökologische Waschmittel auf den Markt gebracht, trotzdem gelang es Ecover sich weiter zu etablieren. Um die Stellung am Markt zu stärken, wurde 2003 die schweizerische Held AG übernommen, die zu diesem Zeitpunkt in der Schweiz Marktführerin für ökologische Reinigungs- und Waschmittel war und mit ähnlichen Rohstoffen wie Ecover arbeitete. Zudem übernahm Ecover 2005 den österreichischen Kosmetikhersteller Wellments und 2012 den US-amerikanischen Hersteller Method, Anbieter hochwertiger, umweltschonender und designorientierter Heim-, Textil- und Pflegeprodukte mit Sitz in San Francisco.
Neben der Fabrik in Malle und einer Held zugehörigen Fabrik in Steffisburg in der Schweiz eröffnete Ecover im April 2007 eine Fabrik in Boulogne-sur-Mer, die ebenfalls unter ökologischen Gesichtspunkten gebaut wurde. 2015 erfolgte dann die Eröffnung einer Fabrik in Chicago. Im Jahr 2016 verkaufte Ecover die Fabrik in Boulogne-sur-mer an das Unternehmen Vandeputte.
Im Jahr 2014 beschäftigte Ecover 300 Mitarbeiter an seinen verschiedenen Standorten. Im Labor in Malle widmen sich die Mitarbeiter der Qualitätskontrolle und Entwicklung neuer Produkte. Zudem arbeitet Ecover mit Universitäten in Aachen, Stuttgart, Brunswick, Nottingham, Wien und Gent zusammen. Aus dieser Zusammenarbeit resultierte ein von Ecover gehaltenes Patent für die Herstellung von Tensiden aus natürlichen Materialien wie Raps- oder Kokosöl. Weiterhin kooperiert Ecover mit dem Wuppertal Institut für Klima, Umwelt, Energie.
Ecover wurde Ende 2017 an das US-amerikanische Großunternehmen SC Johnson verkauft.

## Produkte
Neben Spülmittel, Maschinengeschirrspülmittel, Wasch- und Reinigungsmittel entwickelt und vertreibt Ecover auch Lufterfrischer, Handseifen und Kompostbeutel. Alle Produkte werden aus natürlichen Rohstoffen hergestellt und sind phosphat- und chlorfrei. Alle Verpackungsmaterialien sind recycelbar. Um Abfall zu vermeiden, sind die verwendeten Polyethylenflaschen wieder auffüllbar. Die Flaschen bestehen zu 75 % aus pflanzenbasiertem und zu 25 % aus recyceltem Polyethylen.

## Gesellschaftliches Engagement und Sponsoring
In Zusammenarbeit mit WaterAid förderte Ecover Projekte zur Verbesserung der Wasserversorgung und Hygiene in Äthiopien.
Im Segelsport war Ecover als Sponsor aktiv. Sie unterstützten den britischen Skipper Mike Golding, der mit seinem Boot Ecover an Hochseeregatten wie dem 5 Oceans Race teilnimmt.